# Burgess Hill
Burgess Hill este un oraș în comitatul West Sussex, regiunea South East, Anglia. Orașul se află în districtul Mid Sussex.